# Arcturidae incertae sedis brevicornis
Arcturidae incertae sedis brevicornis is een pissebed uit de familie Arcturidae. De wetenschappelijke naam van de soort is voor het eerst geldig gepubliceerd in 1882 door Haswell.